# Dejvická
Dejvická – stacja linii A metra praskiego (odcinek I.A), położona w dzielnicy Dejvice (stąd nazwa).
Otwarta została jako Leninova (na cześć Włodzimierza Lenina), obecna została nadana 22 lutego 1990 roku.
Stacja do 6 kwietnia 2015 roku stanowiła stację początkową, kiedy to otwarto przedłużenie linii A w kierunku zachodnim, ku lotnisku Ruzyně.